# Mordella flaviventris
Mordella flaviventris es una especie de coleóptero de la familia Mordellidae.

## Distribución geográfica
Habita en Florida y Texas (Estados Unidos).